# Bob Sapp
Robert Malcolm "Bob" Sapp (22 de septiembre de 1973) es un peleador semirretirado estadounidense de kickboxing, artes marciales mixtas y lucha libre profesional. Sapp es especialmente famoso en Japón por su larga carrera en los cuadriláteros nipones, habiendo aparecido en numerosos programas de televisión. Junto a todo ello, Bob es actor.

## Carrera en MMA y kickboxing
Sapp atrajo la atención de las compañías japonesas en 2002, después de una lucha de exhibición contra otro jugador de fútbol americano, William Perry. El combate fue breve e infructuoso, pero tanto PRIDE Fighting Championships como K-1 se interesaron por Sapp y pronto estuvo compitiendo en Japón.
Su primer debut ante los medios nipones fue en PRIDE 20, donde se enfrentó al veterano shooter Yoshihisa Yamamoto. Sapp, haciendo valer la enorme diferencia de tamaño, noqueó al japonés con puñetazos en menos de tres minutos. A la victoria le siguió otro combate, esta vez de kickboxing y para la promoción K-1, en la que Sapp dio otra violenta exhibición y se ganó la descalificación después de golpear a Tsuyoshi Nakasako en el suelo y después de la campana, requiriendo que el propio director de K-1, Sadaharu Tanigawa, entrase a imponer orden. La popularidad de Sapp se disparó, y cuando PRIDE volvió a contratarle para el evento PRIDE 21, Bob destruyó en sólo 11 segundos al legendario Kiyoshi Tamura. Esto le granjeó otra lucha contra Antonio Rodrigo Nogueira, el que era considerado el mejor peso pesado en las MMA, y aunque Bob terminó perdiendo por armbar, dominó la mayor parte de la lucha, aporreando a Nogueira con sus enormes brazos y ejecutando powerbombs y powerslams de lucha libre cada vez que el brasileño intentaba derribarle. Un par de victorias de kickboxing sobre otra leyenda de la lucha, Ernesto Hoost, cimentaron el estatus de Bob como una estrella a los ojos de los japoneses.
Sapp se hizo famoso por su personalidad extrovertida y teatral, con episodios públicos como su estentórea risa ante las críticas sobre su comportamiento ante Nakasako y sus amenazas a sus oponentes antes de los combates, en las que llegaba a comerse fotografías de ellos ante las cámaras para mostrar su fiereza. No menos notable era su estilo de lucha, vacío de técnica alguna pero caracterizado por un agresivo uso de su tamaño y fuerza naturales (170kg de peso y más del doble de levantamiento en squat) para abrumar a sus oponentes. Además, como demostró en sus luchas ante Hoost, Sapp destacaba por sus impredecibles golpes usando los antebrazos y los puños, que resultaban efectivos casi desde cualquier ángulo y desorientaban a los oponentes ortodoxos. Los únicos punto débiles de Sapp, los cuales sus contrincantes tardarían años en encontrar, eran su reducido aguante físico y su poca iniciativa, problemas y que marcarían la última parte de su carrera.

## Carrera en la lucha libre profesional

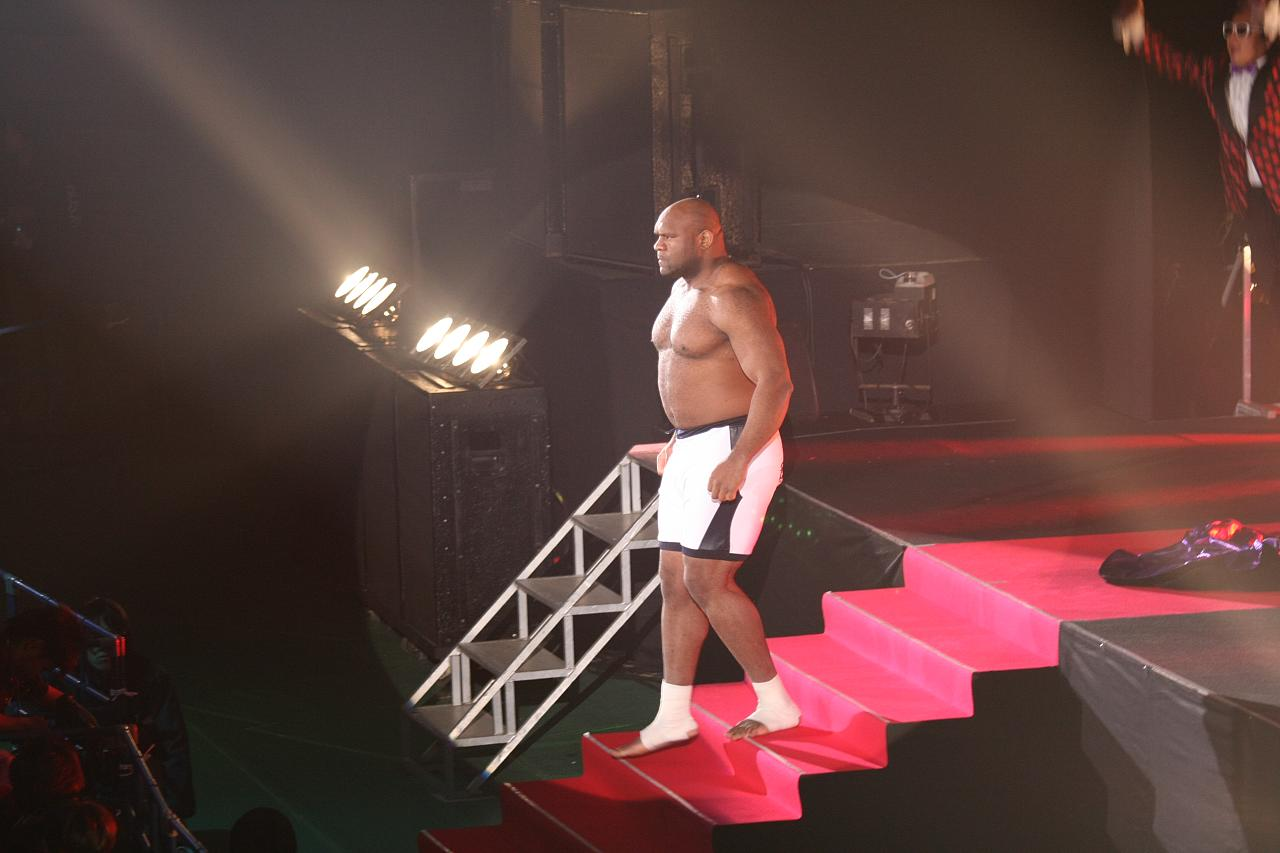
Sapp haciendo su entrada en HUSTLE.

Sapp comenzó a entrenar para ser luchador profesional en NWA Wildside en 2001, antes de ser rápidamente contratado por la World Championship Wrestling. Por ello, Sapp pasó a ser un miembro habitual del gimnasio de la empresa, WCW Power Plant, hasta que la WCW fue comprada por la World Wrestling Federation, que despidió a Sapp. No obstante, poco después se le fue ofrecido otro contrato desde la New Japan Pro Wrestling, una empresa de puroresu de Japón, debido a su creciente popularidad en las MMA y el kickboxing.

### New Japan Pro Wrestling (2002)
El debut de Bob en New Japan Pro Wrestling fue el 14 de octubre de 2002, cuando derrotó a Manabu Nakanishi por cuenta fuera en poco tiempo. Sapp se hizo extremadamente popular en un tiempo muy corto y, después de unas pocas luchas en equipo con Keiji Muto, ganó el IWGP Heavyweight Championship ante Kensuke Sasaki. Su reinado fue corto, ya que poco después de defenderlo ante Shinsuke Nakamura, hubo de dejarlo vacante por la imposibilidad de compatibilizar sus tareas como campeón con su carrera en las MMA.

### WRESTLE-1 (2002-2005)

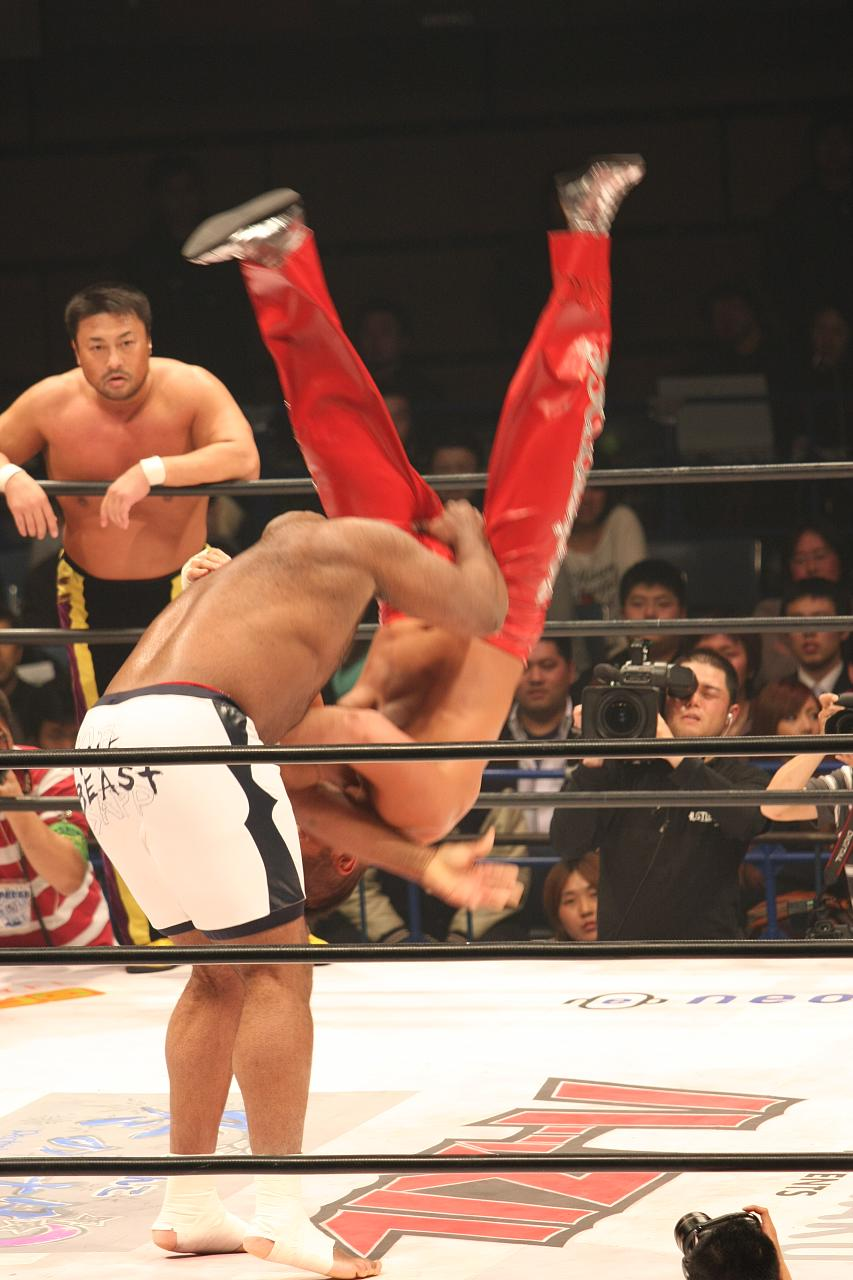
Sapp ejecutando un scoop slam sobre Wataru Sakata.

Inmediatamente después de debutar, Sapp fue captado por la empresa patrocinada por All Japan Pro Wrestling WRESTLE-1, que operaba con luchadores de varias promociones, y se convirtió en su principal estrella, recibiendo fastuosas entradas y presentaciones y venciendo al legendario The Great Muta en su primera lucha allí. En el siguiente programa, Sapp fue retado por Ernesto Hoost, a quien había derrotado en dos luchas de kickboxing poco tiempo antes, y se estipuló un combate entre los dos la misma noche, que fue ganado por Hoost después de que su mánager distrajera al árbitro para permitir a Ernesto golpear a Sapp con una silla. Debido a pérdidas monetarias, WRESTLE-1 fue suspendido tras ello.
En 2005, cuando WRESTLE-1 fue reactivado, Sapp volvió a ser requerido. Bob compitió en el WRESTLE-1 Grand Prix Tournament, derrotando a Giant Bernard y Jun Akiyama, pero no pudo seguir más allá debido al nuevo cierre de la empresa, que interrumpió el torneo antes de poder terminar.

### HUSTLE (2007-2008)
A finales de 2007, Sapp hizo su debut en HUSTLE como un miembro del Monster Army de Generalissimo Takada, atacando a Hard Gay y Wataru Sakata tras una lucha, y derrotando al primero de ellos en Hustlemania. Posteriormente, Bob fue puesto en un equipo con Monster Bono, pero después de que Bono les costase la victoria en dos ocasiones, Sapp se volvió contra él, derrotándole en una lucha, ayudado por otros.
En 2008, Sapp fue liberado de su contrato por HUSTLE.

### Inoki Genome Federation (2009-presente)
En 2009, Sapp firmó un contrato con la empresa Inoki Genome Federation, luchando en ella desde entonces contra luchadores como Naoya Ogawa, Último Dragón y Yuichiro Nagashima.

## En otros medios
Sapp es muy famoso en Japón, donde ha aparecido en anuncios, programas de televisión, e incluso ha publicado un CD, Sapp Time. También ha aparecido en 23 anuncios comerciales, 200 veces en televisión, en 1000 entrevistas, en 200 productos con su nombre o imagen y como autor u objeto de cuatro libros (de acuerdo a su propia introducción en el Tonight Show with Jay Leno el 11 de agosto de 2003).

## En lucha

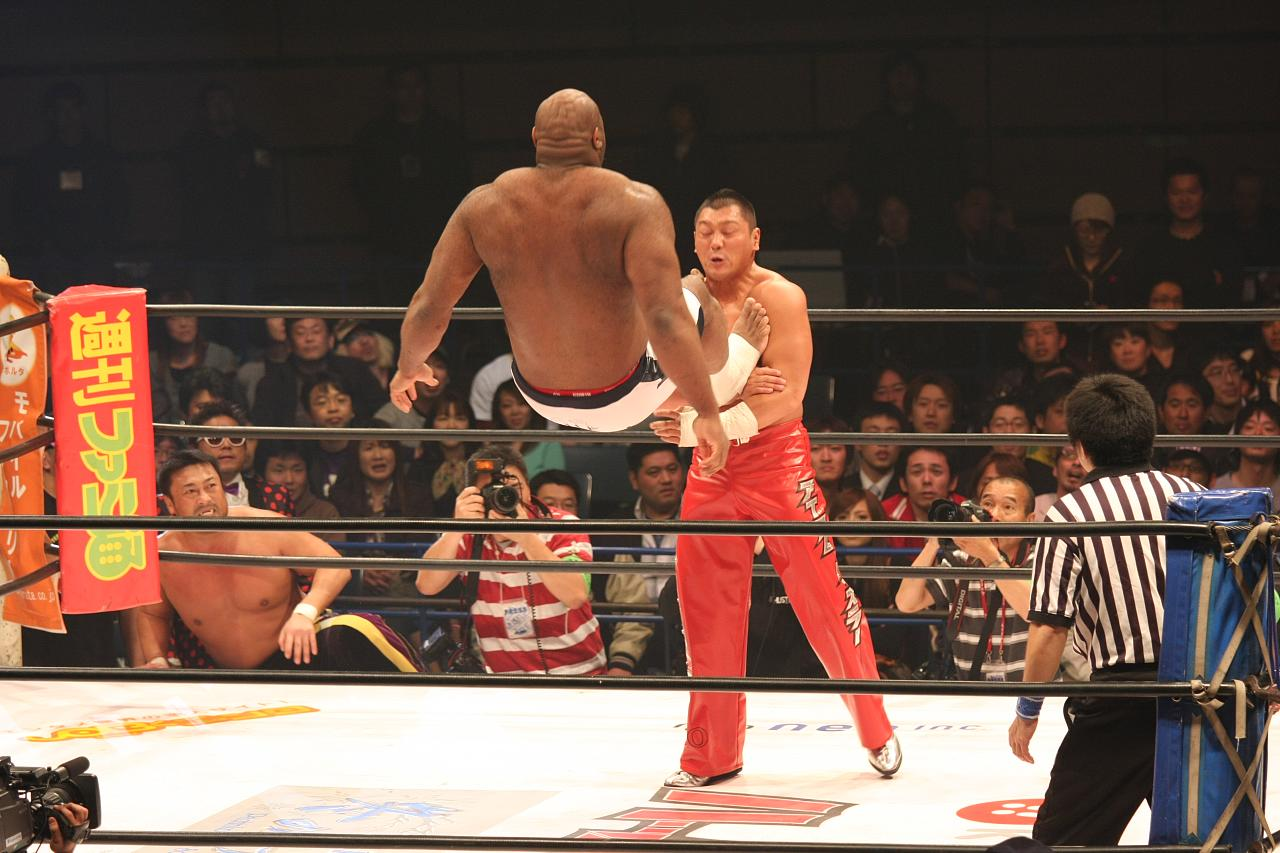
Sapp ejecutando una dropkick sobre Wataru Sakata.

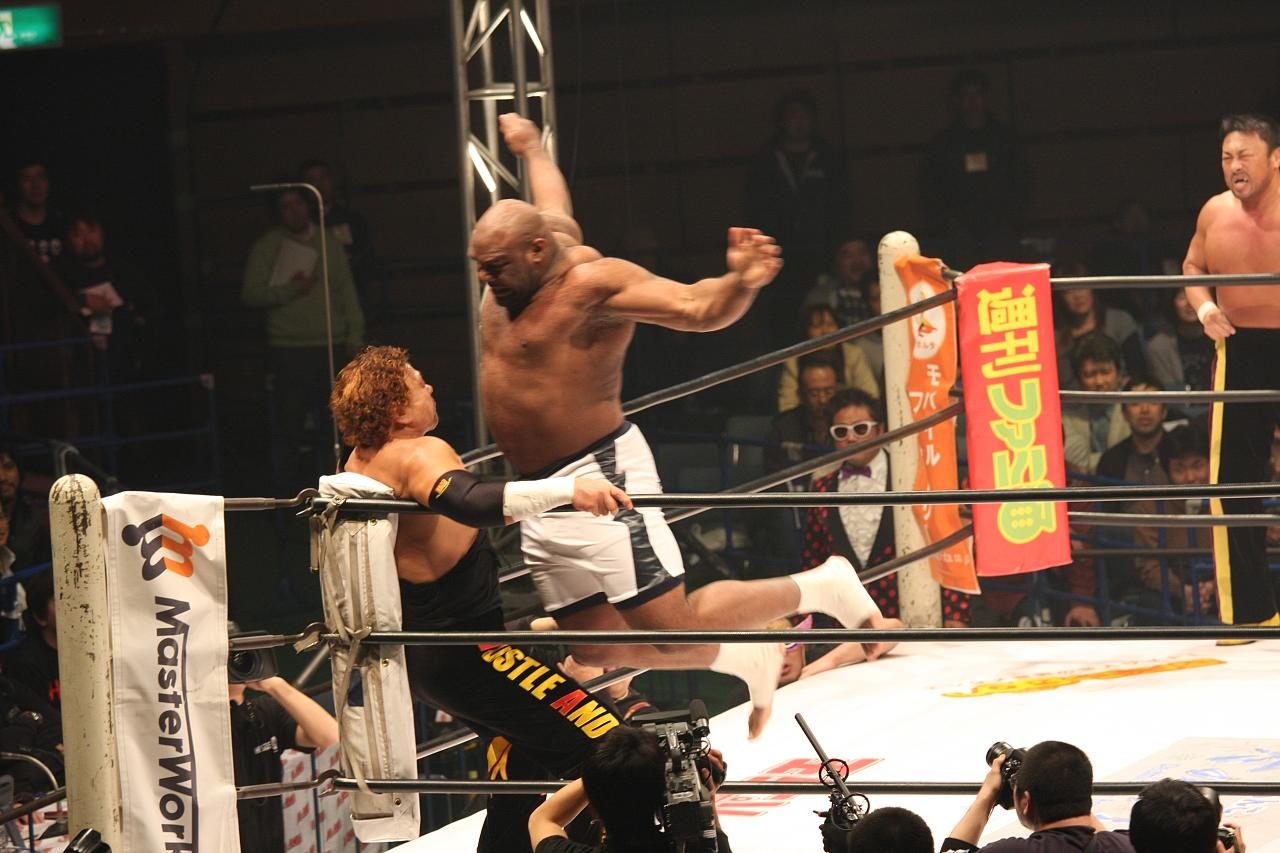
Sapp ejecutando un corner body avalanche sobre Genichiro Tenryu.

- Movimientos finales
  - Beast Bomb[2][3] (Falling powerbomb, a veces realizado tres veces seguidas)[1]
  - Beast Slam[6] (Spinning rolling fireman's carry slam)[3]
  - Beast Backbreaker[7] (Argentine backbreaker rack)[1][3]
  - Beast Backdrop[7] (Bridging belly to back suplex)
  - Human Bullet Headbutt[8] (Diving headbutt drop)[3]
  - Muscle buster[1]

- Movimientos de firma
  - Avalanche Hold[9] (Falling slam)
  - Big boot
  - Chokeslam[10]
  - Corner body avalanche[10]
  - Dropkick[11]
  - Elbow drop[12]
  - High-impact headbutt
  - Knee strike
  - Múltiples turnbuckle thrusts[12]
  - Plancha[12]
  - Rear naked choke[10]
  - Release German suplex[1]
  - Running lariat[12]
  - Side suplex[1]
  - Shoulder block[10]
  - Throwing scoop slam[10]

## Campeonatos y logros
| - Wrestling Observer Newsletter - WON Best Box Office Draw (2002) - Debutante del Año (2002) - WON Best Box Office Draw (2003) - Black Belt Magazine - Peleador del Año (2003) | - New Japan Pro Wrestling - Campeón de Peso Pesado (1 vez) - World Wrestling Association - Campeón de Peso Pesado (1 vez) - Wrestling Observer Newsletter - Luchador más carismático (2003) - Situado en el Nº5 del Luchador que más dinero genera de la década (2000–2009) - Situado en el Nº6 del Luchador más carismático de la década (2000–2009) - Tokyo Sports - MVP (2002) - Nikkan Sports Grand Prix - MVP (2002) - Actuación destacada (2002) - Lucha del año (2002) contra Ernesto Hoost el 7 de diciembre |

## Registros
| Resultado | Récord  | Oponente                     | Método                             | Evento                                    | Fecha                    | Ronda | Tiempo | Localización       | Notas                                                             |
| --------- | ------- | ---------------------------- | ---------------------------------- | ----------------------------------------- | ------------------------ | ----- | ------ | ------------------ | ----------------------------------------------------------------- |
| Victoria  | 1–0     | Yoshihisa Yamamoto           | KO (golpes)                        | PRIDE 20                                  | 28 de abril de 2002      | 1     | 2:44   | Yokohama           |                                                                   |
| Victoria  | 2–0     | Kiyoshi Tamura               | KO (golpes)                        | PRIDE 21                                  | 23 de junio de 2002      | 1     | 0:11   | Saitama            |                                                                   |
| Derrota   | 2–1     | Antônio Rodrigo Nogueira     | Sumisión (armbar)                  | PRIDE Shockwave                           | 28 de agosto de 2002     | 2     | 4:03   | Tokio              |                                                                   |
| Victoria  | 3–1     | Yoshihiro Takayama           | Sumisión (armbar)                  | Inoki Bom-Ba-Ye 2002                      | 31 de diciembre de 2002  | 1     | 2:16   | Saitama            |                                                                   |
| Victoria  | 4–1     | Stefan Gamlin                | Sumisión (guillotine choke de pie) | K-1 Japan Grand Prix 2003                 | 21 de septiembre de 2003 | 1     | 0:52   | Yokohama           |                                                                   |
| Victoria  | 5–1     | Dolgorsürengiin Sumiyaabazar | TKO (lesión en el pie)             | K-1 Beast 2004 in Niigata                 | 14 de marzo de 2004      | 1     | 5:00   | Niigata            |                                                                   |
| Derrota   | 5–2     | Kazuyuki Fujita              | Sumisión (patadas de fútbol)       | K-1 MMA ROMANEX                           | 22 de mayo de 2004       | 1     | 2:15   | Saitama            |                                                                   |
| Empate    | 5–2–1   | Jérôme Le Banner             | Empate (mayoritario)               | K-1 PREMIUM 2004 Dynamite!!               | 31 de diciembre de 2004  | 3     | 3:00   | Tokio              | El combate fue con las reglas de Artes marciales mixtas y de K-1. |
| Victoria  | 6–2–1   | Kim Min-Soo                  | KO (golpes)                        | Hero's 1                                  | 26 de marzo de 2005      | 1     | 1:12   | Saitama            |                                                                   |
| Victoria  | 7–2–1   | Alan Karaev                  | KO (golpe)                         | Hero's 2                                  | 6 de julio de 2005       | 1     | 3:44   | Tokio              |                                                                   |
| Victoria  | 8–2–1   | Kim Jong Wang                | TKO (golpes)                       | Hero's 2005 in Seoul                      | 5 de noviembre de 2005   | 1     | 0:08   | Seúl               |                                                                   |
| Victoria  | 9–2–1   | Bobby Ologun                 | TKO (golpes)                       | K-1 Premium 2007 Dynamite!!               | 31 de diciembre de 2007  | 1     | 4:10   | Osaka              |                                                                   |
| Derrota   | 9–3–1   | Jan Nortje                   | TKO (golpes)                       | Strikeforce: At The Dome                  | 23 de febrero de 2008    | 1     | 0:55   | Tacoma, Washington |                                                                   |
| Victoria  | 10–3–1  | Akihito Tanaka               | TKO (golpes)                       | Dynamite!! 2008                           | 31 de diciembre de 2008  | 1     | 5:22   | Saitama            |                                                                   |
| Derrota   | 10–4–1  | Ikuhisa Minowa               | Sumisión (achilles lock)           | DREAM 9                                   | 26 de mayo de 2009       | 1     | 1:16   | Yokohama           | GP DREAM Super Hulk (cuartos de final).                           |
| Derrota   | 10–5–1  | Bobby Lashley                | Sumisión (golpes)                  | Fight Force International: Ultimate Chaos | 27 de junio de 2009      | 1     | 3:18   | Biloxi, Misisipi   |                                                                   |
| Derrota   | 10–6–1  | Rameau Sokoudjou             | TKO (golpes)                       | DREAM 11                                  | 6 de octubre de 2009     | 1     | 1:31   | Yokohama           | GP DREAM Super Hulk (Semifinal). Reemplazó a Gegard Mousasi.      |
| Victoria  | 11–6–1  | Sascha Weinpolter            | Sumisión (forearm choke)           | K-1 ColliZion 2010 Croatia                | 27 de marzo de 2010      | 1     | 2:03   | Split              |                                                                   |
| Derrota   | 11–7–1  | Stav Economou                | TKO (golpes)                       | ADFC: Round 3                             | 11 de marzo de 2011      | 1     | 1:45   | Abu Dhabi          |                                                                   |
| Derrota   | 11–8–1  | Attila Uçar                  | Sumisión (achilles lock)           | Premium Fight Night                       | 30 de abril de 2011      | 1     | 0:56   | Viena              |                                                                   |
| Derrota   | 11–9–1  | Maro Perak                   | TKO (golpes)                       | Noc Gladijatora 6                         | 16 de diciembre de 2011  | 1     | 3:04   | Dubrovnik          |                                                                   |
| Derrota   | 11–10–1 | Alexander Otsuka             | DQ (slam ilegal)                   | Accel - Vol. 18: X'mas Seiya Matsuri      | 25 de diciembre de 2011  | 2     | 1:43   | Kōbe               |                                                                   |
| Derrota   | 11–11–1 | Rolles Gracie                | Sumisión (golpes)                  | ONE FC: Battle of Heroes                  | 11 de febrero de 2012    | 1     | 1:18   | Yakarta            |                                                                   |
| Derrota   | 11–12–1 | James Thompson               | Sumisión (lesión en la pierna)     | SFL 1                                     | 11 de marzo de 2012      | 1     | 1:56   | Mumbai             |                                                                   |
| Derrota   | 11–13–1 | Mariusz Pudzianowski         | TKO (rodillazos y golpes)          | KSW 19                                    | 12 de mayo de 2012       | 1     | 0:40   | Łódź               |                                                                   |
| Derrota   | 11–14–1 | Soa Palelei                  | TKO (golpes)                       | Cage Fighting Championship 21             | 18 de mayo de 2012       | 1     | 0:12   | Sídney             |                                                                   |
| Derrota   | 11–15–1 | Tolegen Akylbekov            | Sumisión (golpes)                  | Bushido Lithuania vol.51                  | 8 de junio de 2012       | 1     | 1:29   | Astaná             |                                                                   |
| Derrota   | 11–16–1 | Jong Dae Kim                 | TKO (golpes)                       | Road FC 8                                 | 16 de junio de 2012      | 2     | 1:58   | Wonju              |                                                                   |
| Derrota   | 11–17–1 | Dusan Panajotovic            | Sumisión (golpes)                  | Night of the Champions 2012               | 15 de septiembre de 2012 | 1     | 1:28   | Belgrado           |                                                                   |
| Derrota   | 11–18–1 | Aleksander Emelianenko       | TKO (golpes)                       | Legend Fighting Show                      | 25 de mayo de 2013       | 1     | 1:18   | Moscú              |                                                                   |
| Derrota   | 11–19–1 | Edson França                 | Sumisión (rear-naked choke)        | OX MMA                                    | 8 de agosto de 2013      | 1     | 0:35   | Fortaleza          |                                                                   |
| Victoria  | 12–20–1 | Osunaarashi                  | Decisión (unánime)                 | Rizin 13                                  | 30 de septiembre de 2018 | 3     | 3:00   | Saitama, Japón     |                                                                   |

## Filmografía
| Título                         | Papel                | Año  |
| Bob Sapp: Sapp Time The Movie! | Él mismo             | 2003 |
| Taiho Shichauzo                | Bob Hage             | 2003 |
| Izo                            | Él mismo             | 2004 |
| Elektra                        | Stone                | 2005 |
| Devilman                       | Presentador          | 2005 |
| The Longest Yard               | Switowski            | 2005 |
| Big Stan                       | Big Raymond          | 2007 |
| Frankenhood                    | Frankie              | 2009 |
| Promesa sangrienta             | Hammerman            | 2009 |
| Blood Out                      | sin acreditar        | 2011 |
| Conan el Bárbaro               | Ukafa                | 2011 |
| JourneyQuest: Season 2         | Karn, el rey bárbaro | 2012 |
| Miss Pilot                     | Roy                  | 2013 |